# Манасарова, Аида Ивановна
Аида Ивановна Манасарова (урождённая Епихова) (23 апреля 1925, Вологда — 26 февраля 1986) — советский кинорежиссёр, сценарист, композитор, Заслуженный деятель искусств РСФСР.

## Биография
Родилась в Вологде, училась в вологодской школе №23 (совр. средняя школа № 1) и закончила ее ее с золотой медалью, а также в музыкальной школе, которую окончила в 1941 году.  Во время учебы в школе писала музыку к школьным спектаклям и за одну из написанных песен получила путевку в «Артек».  Во время Великой Отечественной войны, в 1943 году, была санитаркой в санитарном поезде.
В 1949 году окончила режиссёрский факультет ВГИКа (она поступала на курс к В.И. Пудовкину, но через год режиссерско-актерскую мастерскую возглавили С. Герасимов и Т. Макарова). С Аидой Ивановной на одном курсе учились Т. Лиознова, С. Самсонов, С. Бондарчук, И. Макарова, К. Лучко, Л. Шагалова.
В 1949—1955 гг. — режиссёр Куйбышевской, затем Ленинградской студий кинохроники. Она сняла несколько документальных картин: «Смена», «Возрожденное Пулково», «Начало пути», «По туристской путевке».   С 1956 года  — 2-й режиссёр киностудии «Мосфильм». Ее дебютом в игровом кино стал короткометражный телефильм «Человек с ножами».
Доминантная тема фильмов Аиды Манасаровой — морально-этическая, главный герой — наш современник.
Похоронена на Кунцевском кладбище.

#### Семья
Муж — Арцуни Семенович Манасаров (1927—2009).
Дочь — Анна Арцуниевна Манасарова (род. 1955), пианистка, концертмейстер, преподаватель: «Первые уроки Манасарова Анна Арцуниевна музыки получила у своей мамы, режиссера-постановщика киностудии «Мосфильм», композитора, Аиды Манасаровой и в детской музыкальной школе №3 им. Мясковского».  Ее муж — Сергей Сергеевич Жемайтис (род. 1952), писатель, философ, журналист, сын писателя-фантаста С.Г. Жемайтиса. 
Внучки: Татьяна Сергеевна Жемайтис (род. 1985), Екатерина Сергеевна Жемайтис (род. 1989), пианистка.

## Достижения
- Заслуженный деятель искусств РСФСР (1980)
- Лауреат Всесоюзного кинофестиваля в номинации «Специальный приз» (1986)

## Фильмография
- 1956 — Обыкновенный человек (второй режиссёр)
- 1958 — Человек с ножами (короткометражный)
- 1962 — Суд (с В. Скуйбиным)
- 1963 — Коротко лето в горах
- 1965 — Двадцать лет спустя
- 1969 — Главный свидетель
- 1974 — Ищу мою судьбу
- 1976 — Вы мне писали…
- 1979 — Утренний обход
- 1980 — Фантазия на тему любви[10]
- 1983 — Оглянись
- 1985 — От зарплаты до зарплаты